# Edelia vittata
Edelia vittata är en fiskart som beskrevs av Castelnau, 1873. Edelia vittata ingår i släktet Edelia och familjen Percichthyidae. Inga underarter finns listade i Catalogue of Life.